# Hombre sintetizador
Hombre sintetizador es el segundo álbum de estudio de la banda mexicana de rock alternativo Zurdok. Dejando atrás el nombre de Zurdok Movimento a ser llamados simplemente Zurdok y cambiando radicalmente el estilo de su disco debut Antena a uno más experimental y elaborado  el grupo comenzó a grabar su nuevo trabajo en las afueras de Monterrey.

## Lista de canciones
1. «Hombre sintetizador I» – 3:04
2. «Abre los ojos» – 3:34
3. «Si quieres llegar muy lejos» – 3:09
4. «¿Cuántos pasos?» – 3:08
5. «No encuentro la manera» – 4:45
6. «...De llegar al final» – 4:38
7. «Hombre sintetizador II» – 12:09
8. «Si me advertí» – 3:34
9. «El tiempo se va I» – 3:10
10. «Tal vez» – 3:34
11. «El tiempo se va II» – 0:34
12. «Espacio» – 3:08
13. «Nos vemos en la Luna» – 2:56
14. «Luna» – 5:19
15. «¿Cuántos pasos? (acústica)» – 3:57